# Resolução 44 do Conselho de Segurança das Nações Unidas
Resolução 44 do Conselho de Segurança das Nações Unidas, aprovada em 1 de abril de 1948, tendo recebido os relatórios solicitados na Resolução 42 do Conselho de Segurança das Nações Unidas, o Conselho solicitou ao Secretário-Geral convocar uma sessão extraordinária da Assembleia Geral para analisar mais a questão do futuro governo da Palestina.
Foi aprovada com  9 votos, com abstenções da Ucrânia e a União Soviética.